# Kanton Angoulême-3
Der Kanton Angoulême-3 ist ein französischer Wahlkreis im Département Charente und in der Region Nouvelle-Aquitaine. Er umfasst einen Teilbereich der Stadt Angoulême und eine weitere Gemeinde im Arrondissement Angoulême. Bei der landesweiten Neuordnung der französischen Kantone wurde er 2015 neu geschaffen.

## Gemeinden
Der Kanton besteht aus zwei Gemeinden und Gemeindeteilen mit insgesamt 22.765 Einwohnern (Stand: 1. Januar 2022) auf einer Gesamtfläche von 22,80 km²:
| Gemeinde           | Einwohner 1. Januar 2022 | Fläche km² | Dichte Einw./km² | Code INSEE | Postleitzahl |
| ------------------ | ------------------------ | ---------- | ---------------- | ---------- | ------------ |
| Angoulême          | 12.708                   | 10,04      | 1.266            | 16015      | 16000        |
| Soyaux             | 10.057                   | 12,76      | 788              | 16374      | 16800        |
| Kanton Angoulême-3 | 22.765                   | 22,80      | 998              | 1603       | –            |

1. ↑   Nur der südöstliche Teil der Gemeinde, der Rest verteilt sich auf die Kantone Angoulême-1 und Angoulême-2.

## Politik
| Vertreter im Departementrat | Vertreter im Departementrat      | Vertreter im Departementrat |
| Amtszeit                    | Namen                            | Partei                      |
| --------------------------- | -------------------------------- | --------------------------- |
| 2015–2021                   | Stéphanie Garcia François Nebout | LR                          |
| 2021–                       | Stéphanie Garcia François Nebout | LR                          |